# Равностранен триъгълник
Равностранен триъгълник е геометрична фигура, която има три равни страни и три равни ъгли, всеки от които е 60 градуса. Вътрешният ъгъл е 60°. Външният ъгъл е 120°. Сборът на ъглите е 180°. Апотемите разделят триъгълника на три равни делтоида. Централният ъгъл е 120°. Трите медиани, ъглополовящи и височини съвпадат, пресичайки се в обща точка, която съвпада и с центровете на вписаната и описаната окръжност. 

## Свойства

### Лице
Лицето S на равностранен триъгълник може да бъде намерено:
- По страната a:

{\displaystyle S=a^{2}{\frac {\sqrt {3}}{4}}={\frac {a^{2}}{4}}cot(30^{\circ })\approx 0,433\,a^{2}}
- По радиуса R на описаната окръжност:

{\displaystyle S=R^{2}{\frac {3{\sqrt {3}}}{4}}\approx 1,299\,R^{2}}
- По радиуса r на вписаната окръжност (т.е. апотемата):

{\displaystyle S=3r^{2}{\sqrt {3}}\approx 5,196\,r^{2}}
- По височината h:

{\displaystyle S={\frac {h^{2}}{\sqrt {3}}}=h^{2}\cdot tan(30^{\circ })\approx 0,57735\,h^{2}}

### Отношения
- Височината h спрямо страната a: {\displaystyle h={\frac {\sqrt {3}}{2}}a}
- Височината h спрямо радиуса r на вписаната окръжност: {\displaystyle h=3r}
- Радиусът R на описаната спрямо r на вписаната окръжност: {\displaystyle R=2r}
- Равни страни: Всичките три страни са с еднаква дължина.
- Равни ъгли: Всеки от вътрешните ъгли е 60 градуса.
- Околна окръжност: Всяка околна окръжност на равностранен триъгълник може да се начертае, като центърът ѝ съвпада с пресечната точка на медианите (центроидът), ортоцентъра (височината), и центърът на описаната окръжност (центърът на окръжността, която минава през всичките му върхове).

## Построение
Тъй като 3 е просто число на Ферма, равностранен триъгълник може да бъде построен с линийка и пергел:

## Използване

### Многостени

#### Платонови тела
- тетраедър
- октаедър
- икосаедър

#### Архимедови тела
- пресечен тетраедър
- кубоктаедър
- пресечен куб
- ромбикубоктаедър
- скосен куб
- икосидодекаедър
- пресечен додекаедър
- ромбикосидодекаедър
- скосен додекаедър

#### Призматоиди
- триъгълна призма
- квадратна антипризма
- петоъгълна антипризма
- шестоъгълна антипризма
- седмоъгълна антипризма
- осмоъгълна антипризма
- деветоъгълна антипризма
- десетоъгълна антипризма
- единадесетоъгълна антипризма
- дванадесетоъгълна антипризма
- пентаграмична антипризма
- кръстосана пенаграмична антипризма
- хептаграмична антипризма втора степен
- хептаграмична антипризма трета степен
- кръстосана хептаграмична антипризма
- октаграмична антипризма
- кръстосана октаграмична антипризма
- енеаграмична антипризма втора степен
- енеаграмична антипризма четвърта степен
- кръстосана енеаграмична антипризма
- декаграмична антипризма
- хендекаграмична антипризма втора степен
- хендекаграмична антипризма трета степен
- хендекаграмична антипризма четвърта степен
- хендекаграмична антипризма пета степен
- кръстосана хендекаграмична антипризма
- силнокръстосана хендекаграмична антипризма
- додекаграмична антипризма
- кръстосана додекаграмична антипризма

#### Еднообразни звездовидни многостени
- голям икосаедър
- тетрахемихексаедър
- октахемиоктаедър
- голям кубикубоктаедър
- вдлъбнат голям ромбикубоктаедър
- малък кубикубоктаедър
- звездовиден пресечен хексаедър
- голям додецикосидодекаедър
- вдлъбнат голям ромбикосидодекаедър
- малък скосен икосикосидодекаедър
- малък икосихемидодекаедър
- голям икосидодекаедър
- голям икосихемидодекаедър
- голям двутриъгълен додецикосидодекаедър
- голям икосикосидодекаедър
- малък задноскосен икосикосидодекаедър
- малък двутриъгълен икосидодекаедър
- голям двутриъгълен икосидодекаедър
- малък додецикосидодекаедър
- малък звездовиден пресечен додекаедър
- малък икосикосидодекаедър
- малък двутриъгълен додецикосидодекаедър
- голям диромбикосидодекаедър
- голям скосен додецикосидодекаедър
- голям двускосен диромбидодекаедър
- скосен додекадодекаедър
- скосен икосидодекадодекаедър
- голям скосен икосидодекаедър
- голям обърнат скосен икосидодекаедър
- обърнат скосен додекадодекаедър
- голям задноскосен икосидодекаедър

### Пана
- скосено квадратно пано
- триъгълно пано
- тришестоъгълно пано
- пресечено шестоъгълно пано
- четиритришестоъгълно пано
- скосено тришестоъгълно пано
- удължено триъгълно пано
- додекагонирано квадратно пано
- нееднобразно скосено тришестоъгълно пано
- шестоделно пресечено тришестоъгълно пано
- завъртяно удължено тришестоъгълно пано
- частичношестоделно шестоъгълно пано
- завъртяно тришестоъгълно пано